# Бернар Суассонский
Берна́р Суассо́нский (фр. Bernard de Soissons; род. в XIII веке) — французский строительных дел мастер родом из Суассона; последний из четырёх зодчих, возводивших в XIII веке Реймсский собор.
О Бернаре Суассонском и об остальных зодчих, строивших Реймсский собор, практически ничего не известно. Их имена сохранились лишь благодаря тому, что были вписаны в лабиринт, выложенный из плиток на полу собора. Однако уже в XVII веке, когда каноник Пьер Коко (фр. Pierre Cocquault) впервые скопировал надписи, они были полустёрты и читались с трудом. Сам лабиринт был уничтожен в 1779 году, но дошёл до нас в зарисовках реймсского художника и органиста Жака Селье.
Бернар Суассонский изображён в правом нижнем углу лабиринта. Как и остальные зодчие, он держит в руках свой профессиональный атрибут: циркуль, которым чертит окружность. В надписи к рисунку говорится, что он создал пять сводов и розу (фр. fit cincq voûtes et ouvra à l'o). Поскольку в надписи не уточняется, какую именно, Луи Демезон предполагает, что речь идёт о розе над главным входом.
Из текста надписи известно также, что Бернар Суассонский возглавлял строительные работы на протяжении тридцати пяти лет. По расчётам Демезона, Бернар Суассонский работал на строительстве собора в 1255—1290 годах. По версии Ганса Кунце — в 1259—1294 годах. Вероятно, он возвёл своды собора и часть западного фасада. Кроме того, он руководил созданием статуй, украшавших фасад, оконные проёмы и порталы. Он также начал скульптурное оформление внутренней стороны западного фасада.
Сохранилась запись 1287 года, в которой упоминается имя Бернара, мастера собора Нотр-Дам. Точная дата смерти Бернара Суассонского неизвестна, но на основании этой записи и ряда других фактов предполагается, что он умер около 1290 года.